# Charge It 2 da Game
Charge It 2 da Game é o segundo álbum de estúdio do rapper Silkk The Shocker, lançado no dia 17 de Fevereiro de 1998, pela gravadora No Limit Records.
| Críticas profissionais                                                      | Críticas profissionais |
| Avaliações da crítica                                                       | Avaliações da crítica  |
| Fonte                                                                       | Avaliação              |
| --------------------------------------------------------------------------- | ---------------------- |
| Allmusic                                                                    | [ 2 ]                  |
| Esta tabela precisa de ser acompanhada por texto em prosa. Consulte o guia. |                        |

## Faixas
Edição padrão
1. "I'm a Soldier"- 5:09 (com C-Murder, Fiend, Mac, Master P, Mia X, Big Ed, Mystikal & Skull Duggery)
2. "Give Me the World"- 3:03
3. "Throw Yo Hood Up"- 5:09 (com Master P & Snoop Dogg)
4. "Just Be Straight With Me"- 4:21 (com Destiny's Child, Master P, Mo B. Dick & O'Dell)
5. "If I Don't Gotta"- 5:24  (com Fiend & Master P)
6. "Spotaggin'" (Skit)-:23
7. "We Can Dance"- 5:18
8. "Mama Always Told Me"- 4:39 (com 8Ball, C-Murder & Master P)
9. "You Ain't Gotta Lie to Kick It"- 5:03 (com Mia X & Big Ed)
10. "Thug 'N' Me"- 4:48 (com Master P, Mo B. Dick, Ms. Peaches & O'Dell)
11. "All Night"- 4:02 (com Mo B. Dick)
12. "Who Can I Trust?"- 3:35
13. "It Ain't My Fault"- 3:19 (com Master P & Mystikal)
14. "What Gangstas Do"- 3:56 (com Kane & Abel & Mo B. Dick)
15. "Ummm" (Skit)- 1:02
16. "Let Me Hit It"- 2:42 (com Master P & Mystikal)
17. "How Many Niggas?"- 4:12 (com C-Murder, Master P, Mia X & Mystikal)
18. "Who I Be?"- 3:40 (com Master P)
19. "Tell Me"- 4:29  (com Master P & C-Murder)
20. "Me and You"- 3:25 (com Master P)

## Desempenho
| Tabelas musicais                        | Melhor posição |
| --------------------------------------- | -------------- |
| Estados Unidos - Billboard 200          | 3              |
| Estados Unidos - Top R&B/Hip-Hop Albums | 1              |